# Françoise Fabian
Pour les articles homonymes, voir Fabian.
Françoise Fabian est une actrice et chanteuse française née le 10 mai 1933 à Alger (Algérie française).
Après une formation artistique à Alger, puis à Paris, sa carrière cinématographique commence en 1954 et prend toute sa dimension au début des années 1970, à la suite de son succès dans Ma nuit chez Maud (1969) réalisé par Éric Rohmer et qui lui ouvre encore davantage les portes d'une grande variété de rôles à l'écran. Au début des années 1950, la comédienne fait partie de la Bande du Conservatoire.

## Biographie

### Origines et formation

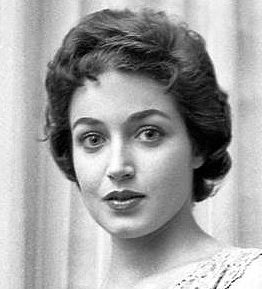
L'actrice en 1952.

Françoise Fabian naît en 1933 à Alger, sous le nom d'état civil de Michelle Cortès,,  de Marcel Cortès, instituteur né à Perpignan, et d'Henriette Sautes, originaire de Maureillas-las-Illas, autre commune des Pyrénées-Orientales. En plus de ses origines catalanes, elle a une arrière grand-mère polonaise de confession juive. 
Elle commence sa formation artistique au conservatoire de musique d’Alger où elle apprend le piano et l’harmonie. 
Après le baccalauréat, elle arrive à Paris au début des années 1950 et s'inscrit au Conservatoire national supérieur d'art dramatique, où elle rencontre Jean-Paul Belmondo et Jean-Pierre Marielle.

### Carrière

#### Années 1950
Jean Meyer, metteur en scène de la Comédie-Française, dirige les premiers pas de Françoise Fabian qui se font au théâtre.
Sa première prestation est un rôle dans la pièce Le Pirate, en 1954.

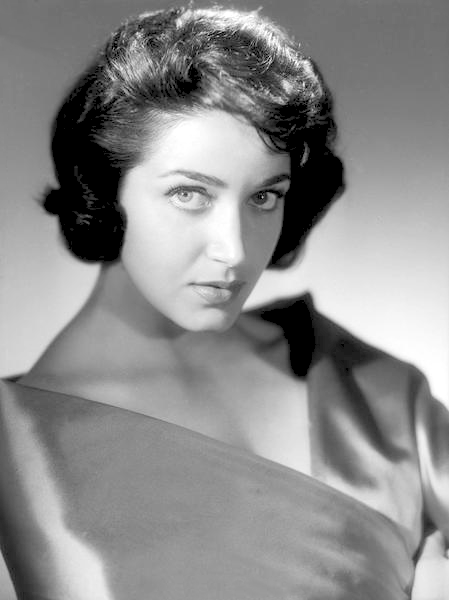
Françoise Fabian en 1956 (Studio Harcourt).

Deux ans plus tard, elle apparaît dans six films : Mémoires d'un flic, Le Feu aux poudres, Cette sacrée gamine, Le Couturier de ces dames, Les Aventures de Till l'Espiègle et Michel Strogoff.

#### Années 1960
Durant les années 1960, elle tourne très régulièrement et travaille pour des cinéastes majeurs, Gilles Grangier (Maigret voit rouge en 1963), Louis Malle (Le Voleur en 1966), Luis Buñuel (Belle de jour en 1966 où elle incarne Charlotte, employée d'une maison de rendez-vous) et Éric Rohmer (Ma nuit chez Maud en 1969, où elle donne la réplique à Jean-Louis Trintignant), des rôles où elle laisse transparaître son potentiel.

#### Années 1970
C’est dans la décennie 1970 que Françoise Fabian tourne le plus, avec, pour commencer, Raphaël ou le Débauché de Michel Deville, où elle doit résister à un Maurice Ronet implacable.
Dès lors, elle ne cesse de tourner et bâtir une filmographie importante, avec notamment Jacques Rivette, Claude Lelouch, Mauro Bolognini, André Delvaux, Jean-Claude Guiguet, Jacques Demy, Jerry Schatzberg, Nelly Kaplan, Manoel de Oliveira, François Ozon...
Parallèlement, elle poursuit une riche carrière au théâtre, et travaille pour des metteurs en scène tels que Jean Marais, Marcel Maréchal, Pierre Mondy, Yasmina Reza, Claude Santelli ou Jacques Weber.
Le 5 avril 1971, Françoise Fabian est l’une des signataires du manifeste des 343, rédigé par Simone de Beauvoir, en faveur du droit à l'avortement et qui paraît dans Le Nouvel Observateur sous le titre « la liste des 343 Françaises qui ont le courage de signer le manifeste “Je me suis fait avorter” ».
Le 26 août 1974, elle aide son père à mourir en arrêtant sa prise de médicament. Sa mèche blanche distinctive à l'avant de la chevelure est apparue à la suite de cet évènement.

#### Années 1990
En 1999, elle joue dans la comédie La Bûche de Danièle Thompson et joue avec Emmanuelle Béart,  Charlotte Gainsbourg et Sabine Azéma.

#### Années 2000

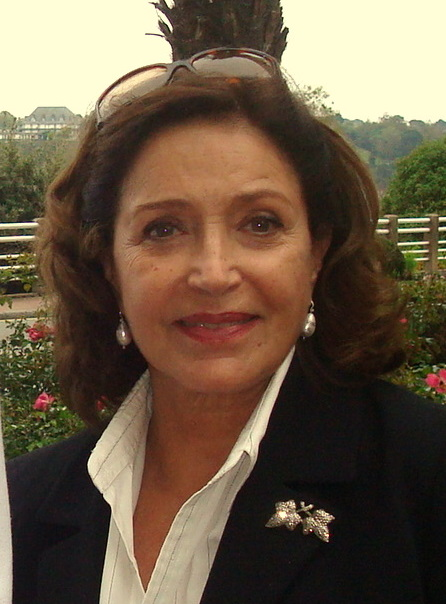
Françoise Fabian au Dinard Festival du film britannique en 2009.

Dans les années 2000, Françoise Fabian joue principalement des rôles de mère.
En 2005 aux côtés de Jean-Pierre Cassel, elle est Marthe, 73 ans, dans un téléfilm sentimental La Femme coquelicot pour France 3.
En 2008, elle est la mère de Sophie Marceau dans le film LOL de Lisa Azuelos, puis celle de Patrick Bruel et de Vincent Elbaz en 2009 dans le drame Comme les cinq doigts de la main d'Alexandre Arcady.

#### Années 2010

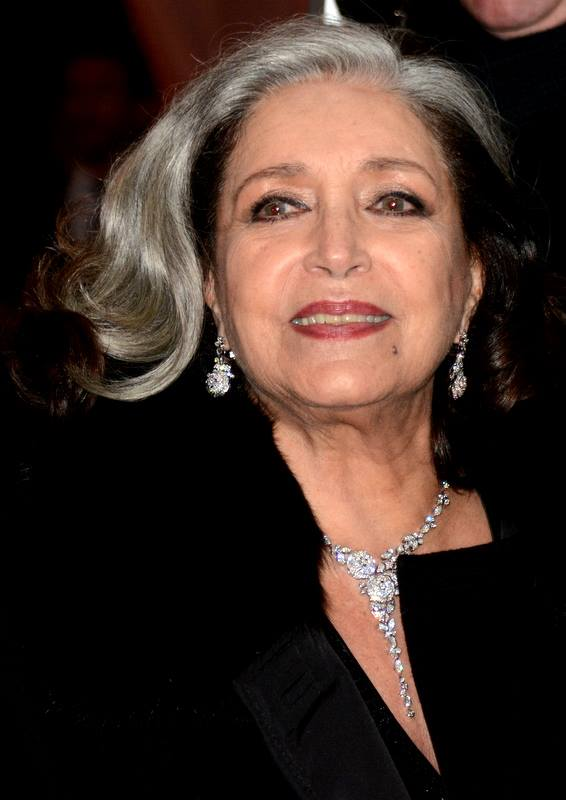
Françoise Fabian à la cérémonie des César 2014.

En 2011, Françoise Fabian est à l'affiche de Je n'ai rien oublié de Bruno Chiche. Elle y joue le rôle d'une femme de pouvoir très fatale nommée Elvira. Ce film à suspense lui permet de donner la réplique à Gérard Depardieu qui joue le rôle d'une personne atteinte de la maladie d'Alzheimer ainsi qu'à Niels Arestrup jouant son fils.
Elle participe en 2011 à l'émission de divertissement Le Grand Restaurant proposée par France 2 et avec Pierre Palmade, mettant en scène de grands noms du cinéma, du théâtre et des arts et spectacles, interprétant plusieurs petits sketchs dont l'action se passe dans un restaurant distingué parisien tenu par Pierre, le directeur (Pierre Palmade).
Après le film La Bûche, elle collabore de nouveau en 2011 avec Danièle Thompson dans la pièce de théâtre L'Amour, la Mort, les Fringues aux côtés d'Alexandra Lamy, Julie Ferrier et Rachida Brakni.
En 2012, elle travaille de nouveau avec Patrick Bruel dans l'adaptation cinématographique de la pièce de théâtre Le Prénom.
En 2015, l'actrice se révèle dans un portrait intime tourné à l'iPhone par l'écrivain Arthur Dreyfus, diffusé par la Cinémathèque française. La même année, Dominique Besnehard consacre également un documentaire plus classique à la carrière de l'actrice.
En 2015, elle chante deux titres de l'album Les Gens dans l'enveloppe, chansons écrites et composées par Alex Beaupain pour accompagner le livre du même nom d'Isabelle Monnin.
En 2015, elle joue dans la série télévisée Dix pour cent, produite par son ami, l'agent artistique Dominique Besnehard, dans un épisode consacré à sa rivalité avec Line Renaud.
En mai 2018, elle sort son premier album musical, intitulé simplement Françoise Fabian. Alex Beaupain, Charles Aznavour, Julien Clerc ou encore La Grande Sophie font partie des auteurs.
Françoise Fabian est engagée en faveur de l'« euthanasie choisie ».

#### Années 2020
En 2021, Françoise Fabian tient le rôle principal de Rose, film d'Aurélie Saada.
Fin 2024, elle publie un deuxième album de chansons originales intitulé "L'heure d'un rendez-vous" écrit par Elisa Point, composé et réalisé par Léonard Lasry.

### Vie privée
Le 2 août 1958 à Autheuil dans l'Eure, Françoise Fabian épouse le cinéaste Jacques Becker, de près de vingt-six ans son aîné, avec lequel elle a une fille, Marie, en 1959. Celle-ci a treize mois lorsque Jacques Becker meurt prématurément en 1960.
En 1963, elle rencontre l'acteur Marcel Bozzuffi, sur un plateau de tournage, certainement sur celui de Maigret voit rouge. Ils se mettent en couple et se marient vingt-trois ans plus tard dans le 7e arrondissement de Paris, le 25 septembre 1986. Ils restent mariés un an et demi jusqu'à ce qu'un cancer, traité en vain durant deux ans, emporte Marcel Bozzuffi le 1er février 1988,.

## Filmographie

### Cinéma
- 1956 : Mémoires d'un flic de Pierre Foucaud : la comtesse
- 1956 : Le Feu aux poudres d'Henri Decoin : Lola Wassewich
- 1956 : Cette sacrée gamine ou Mademoiselle Pigalle de Michel Boisrond : Lili Rocher-Villedieu
- 1956 : Le Couturier de ces dames de Jean Boyer : Sophie, mannequin
- 1956 : Michel Strogoff de Carmine Gallone : Natko
- 1956 : Les Aventures de Till l'Espiègle (Die Abenteuer des Till Ulenspiegel) de Gérard Philipe et Joris Ivens : Esperanza
- 1957 : Ce sacré Amédée de Louis Félix : Elia Tarti
- 1957 : L'Aventurière des Champs-Élysées de Roger Blanc : Josette Darcanges
- 1957 : Les Fanatiques d'Alex Joffé : Madame Lambert
- 1957 : Les Violents d'Henri Calef : Évelyne Tiercelin
- 1958 : Chaque jour a son secret de Claude Boissol : Hélène Lezcano
- 1960 : La Brune que voilà de Robert Lamoureux et Maurice Régamey : Christine
- 1960 : Un dimanche d'été (Una domenica d'estate) de Giulio Petroni : Elisabetta
- 1963 : Maigret voit rouge de Gilles Grangier : Lily, la barmaid
- 1965 : La Jeune Morte de Roger Pigaut et Claude Faraldo : la belle-sœur
- 1965 : L'Aigle de Florence (Il magnifico avventuriero) de Riccardo Freda : Lucrezia
- 1966 : Le Voleur de Louis Malle : Ida
- 1966 : Belle de jour de Luis Buñuel : Charlotte
- 1969 : L'Américain de Marcel Bozzuffi : la femme de l'agence
- 1969 : Le Spécialiste (Gli specialisti) de Sergio Corbucci : Virginia Pollywood
- 1969 : Ma nuit chez Maud d'Éric Rohmer : Maud
- 1970 : Les Mantes religieuses (Die Weibchen) de Zbyněk Brynych : Astrid
- 1970 : Êtes-vous fiancée à un marin grec ou à un pilote de ligne ? de Jean Aurel : Marion Blanchard
- 1970 : Un condé d'Yves Boisset : Hélène Dassa
- 1970 : Out 1 : Noli me tangere ou Out 1 : Spectre[28] de Jacques Rivette : Lucie
- 1971 : Raphaël ou le Débauché de Michel Deville : Aurore de Chéroy
- 1972 : L'Amour l'après-midi d'Éric Rohmer : simple apparition
- 1972 : La Vengeance du Sicilien (Torino nera) de Carlo Lizzani : Lucia Rao
- 1972 : Au rendez-vous de la mort joyeuse de Juan Luis Buñuel : Françoise
- 1973 : Les Voraces de Sergio Gobbi : Lara
- 1973 : Pour aimer Ophélie (Per amare Ofelia) de Flavio Mogherini : Federica
- 1973 : Projection privée de François Leterrier : Marthe/Eva
- 1973 : Salut l'artiste d'Yves Robert : Peggy
- 1973 : La Bonne Année de Claude Lelouch : Françoise
- 1974 : Comment tuer un juge (Perché si uccide un magistrato) de Damiano Damiani : Antonia Traini
- 1974 : Un homme, une ville (Un uomo, una città) de Romolo Guerrieri : Cristina Cournier
- 1975 : Vertiges (Per le antiche scale) de Mauro Bolognini : Anna Bersani
- 1976 : Portrait de province en rouge (Al piacere di rivederla) de Marco Leto : Viviana Bonfigli
- 1976 : Chi dice donna, dice donna de Tonino Cervi, segment Donne d'affari : Bella / Lulù
- 1977 : Allô... Madame (Natale in casa d'appuntamento) d'Armando Nannuzzi : Nira
- 1977 : Madame Claude de Just Jaeckin : Madame Claude
- 1977 : Les Fougères bleues de Françoise Sagan : Monika
- 1982 : Deux Heures moins le quart avant Jésus-Christ de Jean Yanne : Laetitia
- 1983 : Archipel des amours sketch La Visiteuse de Jean-Claude Guiguet : l'amie
- 1983 : Le Cercle des passions de Claude d'Anna : Renata Strauss
- 1983 : L'Ami de Vincent de Pierre Granier-Deferre : Dominique
- 1983 : Benvenuta d'André Delvaux : Jeanne
- 1984 : Partir, revenir de Claude Lelouch : Sarah Lerner
- 1986 : Faubourg Saint-Martin de Jean-Claude Guiguet : la marquise
- 1988 : Trois Places pour le 26 de Jacques Demy : Mylène de Lambert
- 1988 : L'Ami retrouvé (Réunion) de Jerry Schatzberg : comtesse
- 1990 : Plaisir d'amour de Nelly Kaplan : Do
- 1991 : Riflessi in un cielo scuro de Salvatore Maira : Valeria
- 1993 : Donne in un giorno di festa de Salvatore Maira : Francesca
- 1997 : Secret défense de Jacques Rivette : Geneviève
- 1999 : La Lettre (A Carta) de Manoel de Oliveira : Mme de Chartres
- 1999 : La Bûche de Danièle Thompson : Yvette
- 2004 : 5×2 de François Ozon : Monique
- 2008 : Made in Italy de Stéphane Giusti : Rosa
- 2008 : LOL (Laughing Out Loud)® de Lisa Azuelos : la grand-mère
- 2008 : Un homme et son chien de Francis Huster : la femme d'Achab
- 2009 : Rapt de Lucas Belvaux : Marjorie
- 2010 : L'Arbre et la Forêt d'Olivier Ducastel et Jacques Martineau : Marianne
- 2010 : Comme les cinq doigts de la main d'Alexandre Arcady : Suzie Hayoun
- 2011 : Je n'ai rien oublié de Bruno Chiche : Elvira
- 2012 : Le Prénom de Matthieu Delaporte et Alexandre de La Patellière : Françoise
- 2013 : Les Garçons et Guillaume, à table ! de Guillaume Gallienne : Babou
- 2013 : Post partum de Delphine Noels : Carmen
- 2018 : Brillantissime de Michèle Laroque : Claire
- 2021 : Rose d'Aurélie Saada : Rose
- 2023 : Le Petit Blond de la Casbah d'Alexandre Arcady : Dinah
- 2024 : Finalement de Claude Lelouch : Françoise
- 2026 : LOL 2.0 de Lisa Azuelos : la grand-mère

### Télévision
- 1960 : L'Histoire dépasse la fiction, épisode Pierre de Giac qui vendit son âme au diable de Jean Kerchbron (série télévisée) : Catherine de L'Isle Bouchard
- 1962 : L'Inspecteur Leclerc enquête, épisode La Mort d'un fantôme de Claude Barma (série télévisée) : Madame  Gauthier
- 1964 : La Caméra explore le temps, épisode Mata Hari de Guy Lessertisseur (série télévisée) : Mata Hari
- 1965 : Version grecque de Jean-Paul Sassy (téléfilm) : Maira
- 1965 : Les Cinq Dernières Minutes, épisode Bonheur à tout prix de Claude Loursais (série télévisée) : Évelyne Sommières
- 1965 : Le Train bleu s'arrête 13 fois de Serge Friedman (série télévisée) : Simone
- 1965 : Morgane ou le Prétendant d'Alain Boudet (téléfilm) : Lady Hamilton
- 1967 : Marion Delorme de Jean Kerchbron (téléfilm) : Marion Delorme / Marie
- 1973 : L'Education sentimentale de Marcel Cravenne (série télévisée) : Marie Arnoux
- 1979 : Cinéma 16, épisode La Muse et la Madone de Nina Companeez (mini-série télévisée) : Hélène
- 1979 : Les Dames de la côte de Nina Companeez (série télévisée) : Clara Decourt
- 1980 : Le Mandarin de Patrick Jamain (téléfilm) : Sylvie Chaput
- 1981 : Tovaritch de Jeannette Hubert (téléfilm) : Tatiana Ouratief
- 1982 : Un fait d'hiver de Jean Chapot (téléfilm) : Lisa
- 1983 : La Veuve rouge d'Édouard Molinaro (téléfilm) : Marie Reinart
- 1983 : Bon anniversaire Juliette de Marcel Bozzuffi (téléfilm) : Elsa
- 1985 : Quo Vadis ? de Franco Rossi (téléfilm) : Pomponia
- 1988 : Les Clients de Yannick Andréi (téléfilm) : Marie-France
- 1989 : Haute Tension, épisode Retour à Malaveil de Jacques Ertaud (série télévisée) : la noire
- 1989 : Renseignements généraux, épisode Les Habitudes la victime de Claude Barma (série télévisée) : Monette
- 1989 : Disperatamente Giulia d'Enrico Maria Salerno (mini-série télévisée)
- 1992 : Pour une fille en rouge de Marianne Lamour (téléfilm) : Rose
- 1993 : Un commissaire à Rome (Un commissario a Roma) de Luca Manfredi, Ignazio Agosta, Roberto Giannarelli (série télévisée) : Renata Amidei
- 1996 : Un chantage en or d'Hugues de Laugardière (téléfilm) : Florence Valette
- 1996 : La Comète de Claude Santelli (téléfilm) : Agathe
- 2002 : La Chanson du maçon de Nina Companeez (téléfilm) : Elena
- 2003 : Le Nouveau Testament d'Yves Di Tullio et Bernard Murat (téléfilm) : Lucie Marcelin
- 2005 : La Femme coquelicot de Jérôme Foulon (téléfilm) : Marthe
- 2005 : Mademoiselle Gigi de Caroline Huppert (téléfilm) : tante Alicia
- 2011 : Le Grand Restaurant II de Gérard Pullicino (émission télévisée) : la mère de l'hétérosexuel
- 2011 : Belmondo, itinéraire… de Vincent Perrot et Jeff Domenech (documentaire) : elle-même
- 2013 : Les Petits Meurtres d'Agatha Christie, saison 2, épisode 3 Témoin muet de Marc Angelo (série télévisée) : Alexina Laurence
- 2015 : Dix pour cent, saison 1 épisode 2 Line et Françoise d'Antoine Garceau (série télévisée) : elle-même
- 2015 : Federico F. d'Arthur Dreyfus (téléfilm) : elle-même
- 2020 : I Love You coiffure de Muriel Robin (téléfilm) : Madame Boris
- 2023 : Le Colosse aux pieds d'argile de Stéphanie Murat (téléfilm) : Josy

### Doublage
Françoise Fabian a prêté sa voix à Barbara Bain (Cinnamon Carter), dans la série télévisée Mission impossible, en alternance avec Paule Emanuele.
Elle a aussi été un des narrateurs (avec Jean-Hugues Anglade) du documentaire Champollion : Un scribe pour l’Égypte.

## Théâtre
- 1954 : Le Pirate de Raymond Castans, mise en scène Jean Meyer, théâtre de la Madeleine
- 1956 : L'Or et la paille de Pierre Barillet et Jean-Pierre Gredy, mise en scène Jacques Charon, théâtre Michel
- 1960 : La Fleur des pois d'Édouard Bourdet, mise en scène Jean Meyer, théâtre du Palais-Royal
- 1960 : Crime parfait de Frederick Knott dans l'adaptation de Roger Féral, mise en scène Jean Meyer, théâtre du Palais-Royal
- 1960 : Les Femmes savantes de Molière, mise en scène Jean Meyer, théâtre du Palais-Royal
- 1961 : Le Misanthrope de Molière, mise en scène Jean Meyer, théâtre du Palais-Royal
- 1962 : Le Guilledou de Michael Clayton Hutton, mise en scène Robert Manuel, théâtre Michel
- 1964 : La parodie du Cid de Edmond Brua, mise en scène Philippe Clair, Bobino ; rôle : Chipette
- 1964 : Machin-Chouette de Marcel Achard, mise en scène Jean Meyer, théâtre Antoine
- 1965 : Version grecque de Marc-Gilbert Sauvajon, mise en scène Jacques-Henri Duval, théâtre Montparnasse
- 1966 : Les Troyennes d'Euripide, mise en scène Michel Cacoyannis, Festival d'Avignon
- 1968 : La Puce à l'oreille de Georges Feydeau, mise en scène Jacques Charon, théâtre Marigny
- 1969 : La Puce à l'oreille de Georges Feydeau, mise en scène Jacques Charon, théâtre du Palais-Royal
- 1971 : C'était hier d'Harold Pinter, mise en scène Jorge Lavelli, théâtre Montparnasse
- 1977 : Arrête ton cinéma de Gérard Oury, mise en scène de l'auteur, théâtre du Gymnase Marie-Bell
- 1978 : Les Rustres de Carlo Goldoni, mise en scène Claude Santelli, théâtre de la Michodière
- 1979 : Tovaritch de Jacques Deval (qui avait réalisé en 1935 le film tiré de cette pièce), mise en scène Jean Meyer, théâtre des Célestins, théâtre de la Madeleine
- 1981 : Joyeuses Pâques de Jean Poiret, mise en scène Pierre Mondy, théâtre du Palais-Royal
- 1984 : Gigi de Colette, mise en scène Jean Meyer, théâtre des Célestins, Lyon
- 1985 : Britannicus de Racine, mise en scène Claude Santelli, Festival de Vaison-la-Romaine
- 1985 : Gigi de Colette, mise en scène Jean Meyer, théâtre des Nouveautés
- 1985 : Les Gens d'en face de Hugh Whitemore, mise en scène Jonathan Critchley, théâtre Montparnasse
- 1986 : Les Clients de Jean Poiret, mise en scène Bernard Murat, théâtre Édouard-VII
- 1988 : La Collection italienne de Francis Lacombrade d'après Henry James, mise en scène Albert-André Lheureux, théâtre du Résidence Palace
- 1989 : La Machine infernale de Jean Cocteau, mise en scène Jean Marais, festival d'Anjou, Espace Cardin
- 1990 : L’Enfer et compagnie, adaptation du roman L'Enfer et Cie de, et par, Jean-François Josselin, mise en scène Marcel Maréchal, théâtre de la Criée
- 1992 : Filumena Marturano (it) de Eduardo De Filippo, mise en scène Marcel Maréchal, théâtre de la Criée, théâtre des Célestins, théâtre national de Chaillot, tournée
- 1994 : Britannicus de Racine, mise en scène Jean-Pierre André
- 1994 : Œdipus rex d'Igor Stravinsky et Jean Cocteau, mise en scène Petrika Ionesco, opéra de Monte-Carlo
- 1995 : L'Homme du hasard de Yasmina Reza, mise en scène Patrice Alexsandre, théâtre Hébertot, tournée
- 1996 : La Cour des comédiens d'Antoine Vitez, mise en scène Georges Lavaudant, Festival d'Avignon
- 1998 : Une journée particulière d'après le film d'Ettore Scola, mise en scène Jacques Weber, théâtre national de Nice, théâtre de la Porte-Saint-Martin
- 1999 : Le Nouveau Testament de Sacha Guitry, mise en scène Bernard Murat, théâtre des Variétés
- 2004 : Lettre d'amour de Fernando Arrabal, mise en scène Claude Confortès, théâtre du Rond-Point
- 2011 : L'Amour, la mort, les fringues de Nora et Delia Ephron, adaptée et mise en scène par Danièle Thompson, théâtre Marigny
- 2013 : Sonate d'automne, adaptation du film Sonate d'automne d'Ingmar Bergman, mise en scène par Marie-Louise Bischofberger, théâtre de l'Œuvre
- 2014 : Tartuffe de Molière, mise en scène Luc Bondy, théâtre de l'Odéon, Ateliers Berthier
- 2022 : Last Song d'Isabelle Le Nouvel, mise en scène Jean-Louis Benoît, théâtre Hébertot
- 2023 : Marcel, d'après Marcel Proust, mise en scène Jérémie Lippmann, Le 13e Art, Paris

## Discographie

### Participations / Autres
- 1961 : Le Misanthrope de Molière, 33 tours, dans la collection Les Classiques du théâtre du Palais-Royal (extraits) (Disques Adès), rôle : Célimène
- 1963 : Moi faut pas me prendre (Marc Heyral / Philippe Gérard), titre enregistré
- 1964 : La Parodie du Cid ou L'honneur du bras d'Edmond Brua, 33 tours, dans la collection Charles Aznavour et Jean-Jacques Vital présentent (JAG/Production Riviera), rôle : Chipette
- 1966 : Aux honneurs, titre enregistré
- 1967 : Il fait toujours beau quelque part (Guy Béart), émission de télévision
- 1984 : Corinne ou l'Italie de Madame de Staël, lecture, CD (éditions Des femmes)
- 1986 : J'entends, J'entends (Louis Aragon/Jean Ferrat), inclus dans la bande originale du film Faubourg Saint-Martin de Jean-Claude Guiguet
- 1990 : Le Temps des cerises, album Les Voix d'Itxassou de Tony Coe (Éditions musicales Nato / Vogue)
- 2007 : Chéri de Colette, lecture, CD (Naïve)
- 2015 : C'était fini la guerre et S'étendre sur la table, album Les Gens dans l'enveloppe d'Alex Beaupain, inspiré du roman d'Isabelle Monnin (Capitol Music France)
- 2018 : Cimetière du Midi, extrait de la bande originale du film Brillantissime composée par Alex Beaupain (Polydor)
- 2018 : Tant de choses que j'aime, écrit par Nicolas Ker et composé par Laurent Bardainne, est le premier single de l'album Françoise Fabian (LaBrea Music / Wagram Music). Dans le clip, réalisé par Nicolas Capus, apparaissent Clara Luciani, Claude Lelouch, Ingrid Estarque, Alex Beaupain, Dominique Besnehard et Natacha Régnier.
- 2018 : plus de 70 célébrités se mobilisent à l'appel de l'association Urgence Homophobie. Fabian est l'une d'elles et apparaît dans le clip de la chanson De l'amour[29].

## Publication
- 2006 : en collaboration avec Philippe Rège, Le Temps et rien d’autre : mémoires (autobiographie), éditions Fayard, 369 p. (ISBN 978-2213625898 et 2-21362589-1). Dans ce livre de souvenirs, Françoise Fabian évoque les hommes de sa vie, Jacques Becker et Marcel Bozzuffi. Elle parle de ses rencontres avec des personnages comme Louis-Ferdinand Céline, Pierre Lazareff ou Erich von Stroheim.

## Distinctions

### Récompenses

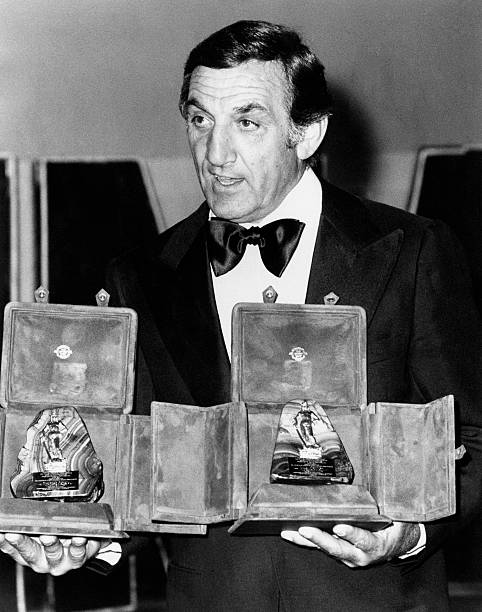
Lino Ventura lors de la 19e cérémonie des David di Donatello en 1974, tenant les prix remportés par Françoise Fabian et lui-même pour La Bonne Année.

- Festival de Saint-Sébastien 1973 :  Coquille d'argent de la meilleure actrice pour La Bonne Année (ex æquo avec Glenda Jackson pour A Touch of Class)
- David di Donatello 1974 : David spécial (it) pour La Bonne Année
- Festival de la fiction TV de Saint-Tropez 2005 : Prix hommage spécial pour La Femme coquelicot[30]
- Festival de Cabourg 2022 : Swann d'honneur

### Nominations
- César 1989 : César de la meilleure actrice dans un second rôle pour Trois Places pour le 26
- César 2014 : César de la meilleure actrice dans un second rôle pour Les Garçons et Guillaume, à table !
- Molières 2014 : Molière de la comédienne dans un second rôle pour Tartuffe

### Décorations
- Commandeure de l'ordre des Arts et des Lettres
- Grande officière de la Légion d'honneur en 2023[15]. Elle est nommée chevalier le 1er janvier 1989[31], promue officier le 19 avril 2000[32], puis commandeur le 13 juillet 2019[33]
- Officière de l'ordre national du Mérite. Elle est directement faite officière le 14 mai 1994[34]